# Carauari
Carauari è un comune del Brasile nello Stato dell'Amazonas, parte della mesoregione di Sudoeste Amazonense e della microregione di Juruá.